# Tân Thuận Đông (xã)
Tân Thuận Đông là một xã thuộc thành phố Cao Lãnh, tỉnh Đồng Tháp, Việt Nam.

## Địa lý
Xã Tân Thuận Đông nằm ở phía nam thành phố Cao Lãnh, có vị trí địa lý:
- Phía đông giáp Phường 6 và xã Hòa An
- Phía tây và phía nam giáp huyện Lấp Vò
- Phía bắc giáp xã Tân Thuận Tây.

Xã Tân Thuận Đông có diện tích 16,27 km², dân số năm 2008 là 11.230 người, mật độ dân số đạt 690   người/km².

## Hành chính
Xã Tân Thuận Đông được chia thành 4 ấp: Đông Định, Đông Hòa, Đông Thạnh, Tân Phát.

## Lịch sử
Trước đây, xã Tân Thuận Đông thuộc huyện Cao Lãnh.
Ngày 16 tháng 2 năm 1987, Hội đồng Bộ trưởng ban hành Quyết định 36-HĐBT về việc tách xã Tân Thuận Đông của huyện Cao Lãnh sáp nhập vào thị xã Cao Lãnh quản lý.
Ngày 16 tháng 1 năm 2007, Chính phủ ban hành Nghị định 10/2007/NĐ-CP về việc thành lập thành phố Cao Lãnh thuộc tỉnh Đồng Tháp. Xã Tân Thuận Đông trực thuộc thành phố Cao Lãnh.